# Derby County Football Club 1970-1971
Nella stagione 1970-1971, il Derby County partecipò alla massima divisione calcistica inglese, la First Division.
Il team guidato da Brian Clough terminò con un modesto nono posto finale.
Nelle due competizioni nazionali, la formazione non andò molto avanti, venendo eliminata al quinto turno di FA cup e al quarto di League Cup. 

## Completi
Il completo costituito da maglia bianca e  pantaloncini neri, venne sostituito  ad aprile da uno con maglia bianca e pantaloncini blu.
| Manica sinistra · Maglietta · Manica destra · Pantaloncini · Calzettoni |
| Casa                                                                    |

| Manica sinistra · Maglietta · Manica destra · Pantaloncini · Calzettoni |
| Casa da aprile                                                          |

| Manica sinistra · Maglietta · Manica destra · Pantaloncini · Calzettoni |
| Trasferta                                                               |

## Rosa
| N. |                        | Ruolo | Calciatore      |
| -- | ---------------------- | ----- | --------------- |
|    | Inghilterra (bandiera) | P     | Colin Boulton   |
|    | Inghilterra (bandiera) | P     | Les Green       |
|    | Inghilterra (bandiera) | D     | Peter Daniel    |
|    | Galles (bandiera)      | D     | Terry Hennessey |
|    | Inghilterra (bandiera) | D     | Roy McFarland   |
|    | Inghilterra (bandiera) | D     | John Richardson |
|    | Inghilterra (bandiera) | D     | John Robson     |
|    | Inghilterra (bandiera) | D     | Jim Walker      |
|    | Inghilterra (bandiera) | D     | Ron Webster     |
|    | Galles (bandiera)      | C     | Alan Durban     |

| N. |                        | Ruolo | Calciatore     |
| -- | ---------------------- | ----- | -------------- |
|    | Scozia (bandiera)      | C     | Archie Gemmill |
|    | Inghilterra (bandiera) | C     | Kevin Hector   |
|    | Scozia (bandiera)      | C     | John McGovern  |
|    | Scozia (bandiera)      | C     | Dave Mackay    |
|    | Inghilterra (bandiera) | A     | Jeff Bourne    |
|    | Inghilterra (bandiera) | A     | Barry Butlin   |
|    | Inghilterra (bandiera) | A     | Frank Wignall  |
|    | Inghilterra (bandiera) | A     | Alan Hinton    |
|    | Scozia (bandiera)      | A     | John O'Hare    |